# محمد ریحانیه
محمد ریحانیه (عربی: مُحَمَّد رَيْحَانِيَّة؛ زادهٔ ۱ ژانویهٔ ۲۰۰۱) بازیکن فوتبال اهل سوریه است.
وی همچنین در تیم‌های ملی فوتبال زیر ۲۳ سال سوریه و سوریه بازی کرده‌است.